# Zander Schloss
Zander Schloss (Los Angeles, 7 agosto 1958) è un attore, compositore e bassista statunitense.
È noto soprattutto per aver suonato il basso nella band Circle Jerks, ma ha militato per un breve periodo anche nei Red Hot Chili Peppers come chitarrista turnista dopo l'abbandono di John Frusciante e ha recitato in un buon numero di film indipendenti.

## Discografia
- Wonderful (1985)
- VI (1987)
- Gig (1991)
- Oddities, Abnormalities and Curiosities (1995)
- The Show Must Go Off! (2004, DVD)

## Filmografia
- Repo Man - Il recuperatore (Repo Man), regia di Alex Cox (1984)
- Diritti all'inferno (Straight to Hell), regia di Alex Cox (1987)
- Walker - Una storia vera (Walker), regia di Alex Cox (1987)
- Tapeheads, regia di Bill Fishman (1988)
- Floundering, regia di Peter McCarthy (1994)
- Troppo pazze... poco serie (Desperate But Not Serious), regia di Bill Fishman (1999)
- That Darn Punk, regia di Jeff Richardson (2001)
- Eugene, regia di Jake Barsha (2009)
- Repo Chick, regia di Alex Cox (2009)
- An American in Texas, regia di Anthony Pedone (2017)
- Free LSD, regia di Dimitri Coats (2023)